# Петроуе (річка)

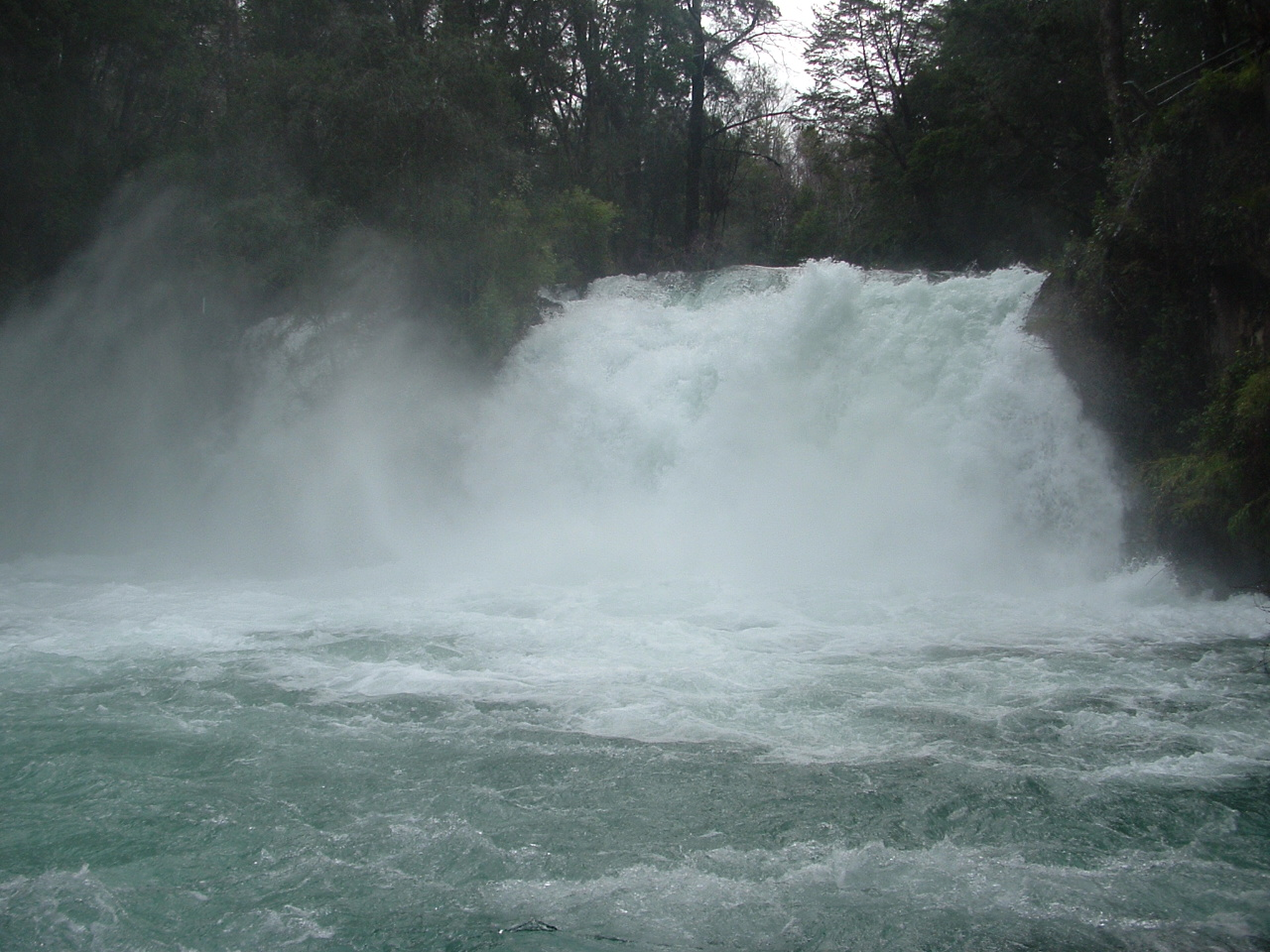
Водоспад на річці Петроуе

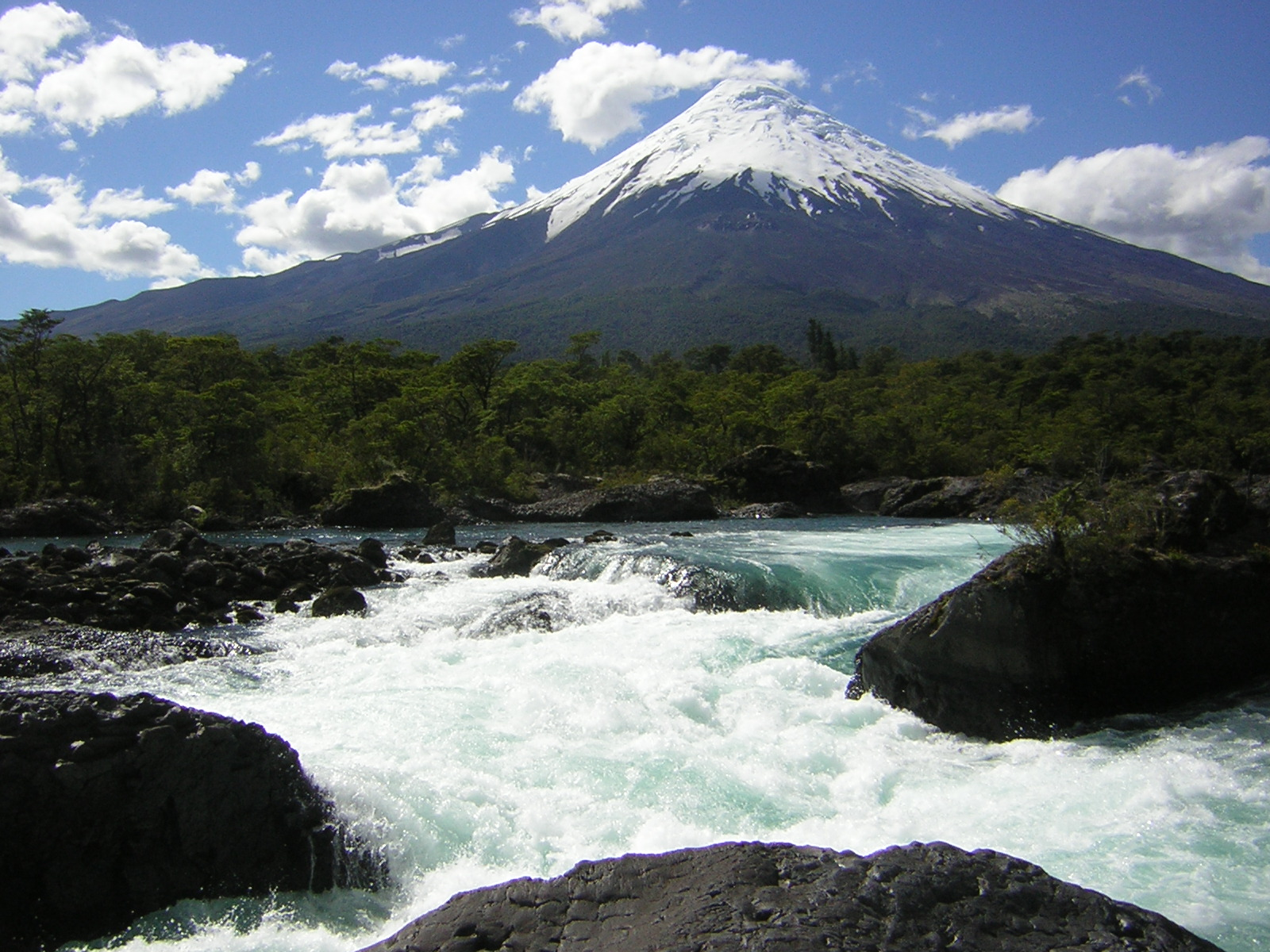
Річка Петроуе на тлі вулкана Осорно

Петроуе (ісп. Río Petrohue) — річка в регіоні Лос-Лагос Чилі.

## Географія
Річка бере початок в озері Тодос-лос-Сантос на висоті 189 метрів поблизу села Петроуе. Тече спочатку на південний захід, потім на південь, далі на південний схід, впадає в естуарій Релонкаві, далі води річки потрапляють в затоку Релонкаві Тихого океану. Значна частина течії річки розташована на території Національного парку Вісенте-Перес-Росалес. У верхній течії річка утворює водоспади.
Загальна площа басейну річки становить 2 868 км², довжина річки — 36 км.

## Клімат
Клімат в басейні річки помірно вологий, середньорічна кількість опадів 2500-3000 мм. Середньорічна температура становить 11,1 °C, середня температура січня +16 °C, липня +6,5°С.

## Флора і фауна
Береги річки покриті пишною рослинністю, в тутешніх лісах ростуть в'язи, мирти, верби і безліч видів папороті. У водах річки Петроуе водиться чавича, пструг струмковий, пструг райдужний, лосось атлантичний і кижуч. Водойма є однією з найкращих річок для проведення змагань зі спортивного рибальства національного та міжнародного рівня, враховуючи велику різноманітність цінних видів риб та оптимальні умови для рибного лову.